# Crawford Long
Crawford Williamson Long (Danielsville, 1 de novembre de 1815 - Athens, 16 de juny de 1878), va ser un metge i farmacèutic nord-americà principalment reconegut per ser un dels primers a utilitzar dietilèter com a anestèsic.

## Biografia
Crawford Long va estudiar a la Universitat de Geòrgia, on va ser membre de la Societat Literària Demosteniana. Allí va compartir habitació amb Alexander Stephens, qui seria vicepresident dels Estats Confederats d'Amèrica durant la Guerra de Secessió.
Es va graduar com a metge a la Universitat de Pennsylvania el 1839.

### Descobriment de l'anestèsia
El 13 d'octubre de 1804, a Kyoto (Japó), el metge Hanaoka Seishū (23 d'octubre de 1760-21 de novembre de 1835) va utilitzar anestèsia general - utilitzant la droga datura (estramoni) - per fer una mastectomia en una pacient de 60 anys amb càncer de mama. La política nacional d'aïllament duta a terme pel shogunat Tokugawa va impedir que aquests avenços es coneguessin a Occident.
Després d'haver observat els mateixos efectes fisiològics amb l'èter etílic que Humphry Davy havia descrit per a l'òxid nitrós en 1800, Long va utilitzar l'èter per primera vegada el 30 de març de 1842 per extirpar un tumor del coll d'un pacient, James M. Venable, a Jefferson (Geòrgia). El 6 de juny del 1842, Long va extreure un segon tumor del mateix pacient. Més tard va utilitzar l'èter com a anestèsic en diverses amputacions i en parts. Els resultats d'aquestes aplicacions es van publicar el 1848 al diari The Southern Medical and Surgical Journal .
No obstant això, no va introduir l'anestèsia de manera general en la seva pràctica ni va escriure ni va conferenciar sobre el tema abans que els dentistes Horace Wells i William Morton fessin les seves demostracions. Els historiadors de la medicina es decanten per aquests últims com a veritables desenvolupadors de l'anestèsia.
El 30 de setembre de 1846, el dentista nord-americà William Morton (1819-1868) va extreure una dent de manera indolora utilitzant èter (que Morton va rebatejar com a letheoni va tractar de patentar). Després de llegir al diari un informe favorable sobre aquest succés, el cirurgià bostonià Henry Jacob Bigelow va organitzar una demostració el 16 d'octubre de 1846 al quiròfan de l'Hospital General de Massachusetts (a Boston). En aquesta demostració, el Dr. John Collins Warren va extirpar un tumor del coll d'un tal Edward Gilbert Abbott. El quiròfan va ser rebatejat popularment com l'Ether Dome ('dom de l'èter') i va ser preservat com a monument a aquest esdeveniment històric. Després de la demostració, Morton va tractar d'ocultar la identitat de la substància que havia inhalat Abbott, esmentant-la com a letheon, però aviat es va descobrir que era èter.
Morton va rebre injustament l'honor d'haver realitzat la primera administració d'anestèsia. En 1854, Long li va demanar a William Crosby Dawson, un senador dels Estats Units, que presentés les seves reclamacions davant el Congrés. Crawford W. Long era cosí del dentista, apostador i pistoler Doc Holliday (1851-1887).
Long va morir a Athens (Geòrgia), en 1878.
El 1931, als afores d'Atlanta, es va batejar en el seu honor l'hospital Crawford Long. Va mantenir el seu nom durant 78 anys. El 2009 fou rebatejat com a Hospital de la Universitat Emory.
El 1957 es va crear a Jefferson (Geòrgia) el Museu Crawford W. Long. Al Capitoli dels Estats Units s'alça una estàtua de Crawford Long, com un dels dos personatges triats per representar a l'estat de Geòrgia.